# 2e Leger (Verenigd Koninkrijk)

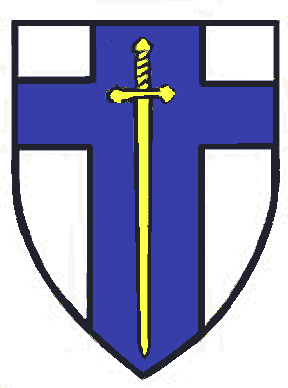
Insigne van het Britse 2e Leger

Het Britse Tweede Leger (Engels: Second Army) bestond zowel tijdens de Eerste Wereldoorlog als de Tweede Wereldoorlog.

## Eerste Wereldoorlog
Het Tweede Leger werd op 26 december 1914 als onderdeel van de British Army opgericht toen de British Expeditionary Force in tweeën werd gesplitst omdat het te groot was om de ondergeschikte formaties onder controle te houden. Het Britse 3e Legerkorps en Britse 4e Legerkorps werden toegevoegd aan het Tweede Leger. Het bracht het grootste deel van de oorlog in het gebied rond Ieper door, maar was tussen november 1917 en maart 1918 gestationeerd in Italië.

### Bevelhebbers
- 1914-1915 generaal Sir Horace Smith-Dorrien
- 1915-1917 generaal Sir Herbert Plumer
- 1917-1918 generaal Sir Henry Rawlinson

## Tweede Wereldoorlog

### Frankrijk
Het Tweede Leger stond tijdens de Tweede Wereldoorlog aanvankelijk onder bevel van Kenneth Arthur Noel Anderson, maar vanwege kritiek op Montgomery en Alexander werd hij in januari 1944 vervangen door luitenant-generaal Sir Miles Dempsey. Het Tweede Leger maakte deel uit van de 21e Legergroep. Twee van zijn formaties, de 1e Legerkorps en 30e Legerkorps namen deel aan de landingen tijdens Operatie Overlord. Een derde Britse legerkorps, het 8e Legerkorps kwam later in juni 1944 in actie. Echter viel het belangrijkste doel van Operatie Overlord Caen niet snel in hun handen. Er moest door het Tweede Leger een aantal offensieven worden uitgevochten om de stad uiteindelijk eind juni 1944 in te nemen.
Tegen het einde van juli 1944 waren Amerikaanse troepen uit Normandië gebroken. Toen ze naar het oosten oprukten werd het Duitse Zevende Leger afgesneden en opgesloten bij Falaise. Het Duitse Zevende Leger werd bijna geheel vernietigd tijdens de gevechten om de Zak van Falaise. Het Tweede Leger rukte daarna op door Frankrijk met aan de rechterkant de Amerikanen en aan de linkerkant de Canadezen. In die tijd werd 1e Legerkorps overgeplaatst naar het Canadese Eerste Leger en het Britse 12e Legerkorps kwam als vervanger van de 1e Legerkorps. Door zware verliezen die het leger leed tijdens de campagne in Normandië werd in augustus 1944 de 59e (Staffordshire) Infanteriedivisie ontbonden.

### België en Nederland
Het Tweede Leger rukte snel België binnen en bevrijdde grote delen van het land. Ze bevrijdde onder andere de hoofdstad Brussel en de havenstad Antwerpen. Daarna nam het Tweede Leger deel aan Operatie Market Garden. Na de mislukking van de operatie was het Tweede Leger betrokken bij Operatie Blackcock die midden januari 1945 plaatsvond. In februari 1945 was het Tweede Leger betrokken tijdens Operatie Veritable.

### Duitsland 1945
Het Tweede Leger stak op 23 maart 1945 de rivier de Rijn over tijdens Operatie Plunder. Daarna rukte het Tweede Leger op door de Noord-Duitse Laagvlakte met aan zijn linkerkant het Canadese Eerste Leger die Nederland moest bevrijden en het Amerikaanse Negende Leger aan de rechterkant.
Het Tweede Leger stak op 4 april 1945 de rivier de Weser over, op 19 april de rivier de Elbe en stonden op 2 mei in Lübeck aan de Oostzee. Op 3 mei 1945 capituleerde Hamburg. Op 7 mei ontmoetten de Britse troepen het Russische leger. Kort daarna was de Duitse capitulatie een feit.